# Manuela Cassola
Maria Manuela Cassola Ribeiro (Portalegre, 19 de Junho de 1925 — Portalegre, 26 de Dezembro de 2018) foi uma actriz portuguesa.

## Biografia

### Nascimento
Manuela Cassola nasceu na cidade de Portalegre, em 19 de Junho de 1925.

### Formação e carreira artística
Estudou no Conservatório Nacional de Lisboa, onde terminou o curso de teatro com a nota de 18 valores, o que lhe permitiu a integração no elenco do Teatro Nacional D. Maria II. Passou depois para o Teatro de São Carlos, onde participou em várias óperas, incluindo Orfeu em Lisboa e Tá Mar, de Ruy Coelho.
Fez igualmente vários espectáculos no Chiado, dirigidos por Mário Viegas e depois por Juvenal Garcês.
Também esteve nos Estados Unidos da América, onde participou na peça Celestina, de Fernando de Rojas, tendo recebido o prémio de interpretação, no âmbito do festival El Ciglo de ouro, do Teatro Clássico Espanhol com o Teatro Ibérico.
Trabalhou igualmente na rádio e no cinema, e participou em várias séries e novelas televisivas, incluindo o Inspector Max, onde desempenhava o papel de Justina.
Manuela Cassola viveu a maior parte da sua vida em Lisboa, tendo passado o último ano de vida em Portalegre.

### Morte
Manuela Cassola morreu na cidade de Portalegre em 26 de Dezembro de 2018, aos 93 anos de idade.
O corpo ficou em câmara ardente na Igreja de São Tiago, em Portalegre, tendo depois sido encaminhado para o crematório de Elvas.

## Homenagens
Na sequência da sua morte, foi homenageada pela Câmara Municipal de Portalegre e pelo presidente da república, Marcelo Rebelo de Sousa, numa nota enviada à imprensa.
Em Maio de 2019, a autarquia de Portalegre, o filho e um grupo de amigas de Manuela Cassola organizaram uma exposição em sua homenagem no Centro de Artes do Espetáculo de Portalegre.

## Televisão
- Estrela Circulação (RTP, 1966)
- Feliz Natal, Sr. Doutor (RTP, 1966)
- Gente Nova(RTP, 1967)
- O Carnaval da Vida (RTP, 1968)
- O Filho Sozinho (RTP, 1970)
- A Vida do Grande D. Quixote (RTP, 1971) ('Saloia')
- O Escritório (RTP, 1977)
- A Relíquia (RTP, 1987) ('Mariana')
- A Mala de Cartão (RTP, 1988) 'Tia Manuela'
- Passerelle (RTP, 1988) ('Mulher')
- D. Rosinha, Solteira (RTP, 1989)
- Crime à Portuguesa (RTP, 1989) ('Alice')
- Por Um Fio (RTP, 1990) ('Francisca')
- O Cacilheiro do Amor (RTP, 1990)
- Nápoles Milionária (RTP, 1992) ('Adelaide')
- André Topa Tudo (RTP, 1992) ('Hortência')
- Filumena Marturano (RTP, 1993) ('Rosália')
- A Viúva do Enforcado (SIC, 1993)
- Felizmente Há Luar (RTP, 1993) ('Senhora')
- A Banqueira do Povo (RTP, 1993) ('Amélia')
- Camilo & Filho Lda. (SIC, 1996) ('Gabriela')
- Sai da Minha Vida (SIC, 1996)
- As Aventuras do Camilo (SIC, 1997) ('Comerciante')
- Diário de Maria (RTP, 1998) ('Odete')
- O Fura-Vidas (SIC, 1999) ('Mulher')
- Todo o Tempo do Mundo (TVI, 1999) ('Rosalina')
- Casa da Saudade (RTP, 2000)  ('Virgínia Costa')
- A Loja de Camilo (SIC, 2000) ('Cliente')
- Jardins Proibidos (TVI, 2000) ('Nazaré Santos')
- O Bairro da Fonte (SIC, 2000/2002) ('Zulmira')
- Super Pai (TVI, 2001) ('Senhora Simpática')
- Segredo de Justiça (RTP, 2001) 'Olímpia Meireles'
- Filha do Mar (TVI, 2002) ('Adelina')
- Camilo, o Pendura (RTP, 2002) ('mulher no veterinário')
- Cuidado com as Aparências (SIC, 2002)
- A Minha Sogra é Uma Bruxa (RTP, 2002) ('Umbelina')
- O Olhar da Serpente (SIC, 2002)
- Os Malucos do Riso (SIC, 2002/2003) (Várias Personagens)
- Ana e os Sete (TVI, 2003) ('Graciosa')
- Maré Alta (SIC, 2004) ('Passageira')
- Inspector Max (TVI, 2004/2005) ('Justina')
- O Bando dos Quatro (TVI, 2006) ('Rosalina')
- Tu e Eu (TVI, 2006/2007) ('Ludovina Maravilhas')
- Liberdade 21 (RTP, 2008)
- Conta-me Como Foi (RTP, 2009)
- A Minha Família (RTP, 2009) ('Francisca')
- Laços de Sangue (SIC, 2011) ('Laura')
- Sinais de Vida (RTP, 2013) ('Dulce')
- Os Nossos Dias (RTP, 2014) ('Hortênsia')
- Bem-Vindos a Beirais (RTP, 2015) ('Irene')
- Rainha das Flores (SIC, 2016) ('Corália Cabral')
- Espelho d'Água (SIC, 2017) ('Hortense')

## Cinema
- Estrada da Vida (1968), realizado por Henrique Campos
- Repórter X (1987), realizado por José Nascimento
- O Processo do Rei (1990), realizado por João Mário Grilo
- A Maldição de Marialva (1991), realizado por António de Macedo
- Um Passo, Outro Passo e Depois... (1991), realizado por Manuel Mozos
- Amor e Dedinhos de Pé (1993), realizado por Luís Filipe Rocha
- Vertigem (1992), realizado por Leandro Ferreira
- Corte de Cabelo (1995), realizado por Joaquim Sapinho
- Paraíso Perdido (1995), realizado por Alberto Seixas Santos
- Afirma Pereira (1996), realizado por Roberto Faenza
- La Leyenda de Balthasar el Castrado (1996), realizado por Juan Miñón
- Love in the Age of Fear (2017), realizado por António Rui Ribeiro

## Teatro
- 1962 - Madame Sans-Gêne - Teatro Nacional D. Maria II[7]
- 1972 - Sua Excelência o Pendura - Teatro Villaret[8]
- 1975 - Garotas no Espeto - Teatro Laura Alves[9]
- 1976 - O Escritório - Teatro Estúdio de Lisboa[10]
- 1984 - A Boa Pessoa de Setzuan - Teatro Aberto[11]
- 1987 - "Romance de Lobos" - Teatro Nacional D. Maria II[12]
- 1987 - A Dama do Maxim's - Teatro Aberto[13]
- 2011 - Ella - Teatro da Rainha
- 2014 - Cabaret Bas Fond - Companhia Teatral do Chiado[14]

- O Pirata que não sabia ler
- Ligações Perigosas
- "Nápoles Milionária" de Eduardo de Filippo (Companhia Teatral do Chiado)
- "Amor com Amor se paga - um acto teatral para Mário Viegas" (Companhia Teatral do Chiado - encenação de Juvenal Garcês)